# Gondola (kereskedelem)

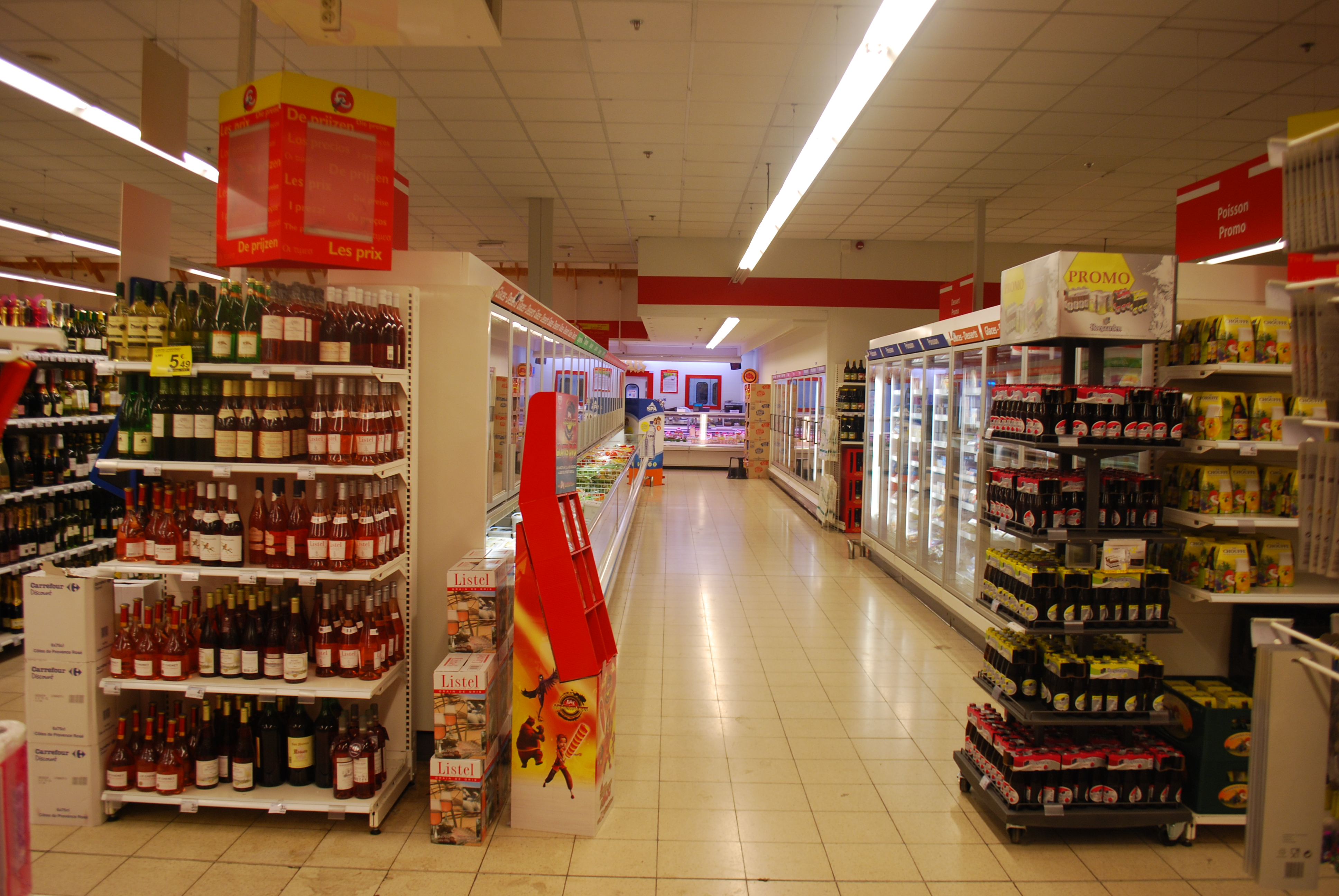
Szabadon álló polcok egy szupermarketben

A gondola olyan, a kiskereskedelemben használt, szabadon álló szerkezet, ahova a termékeket helyezik ki. A gondola általában egy sík területből és egy függőleges komponensből áll, melyeken lyukakkal ellátott táblák, bevágások vannak. A függőleges részen lehetnek polcok, tartók vagy egyéb, a termékek megjelenítését szolgáló eszközök. A boltok elejétől végéig tartó gondolák lehetnek polcsorok, miközben az egyedül álló gondolákat valamilyen speciális termékek kihelyezésére használhatják. A többi gondolára merőlegesen, a sor végére helyezett gondola záróelemként is szolgálhat. Európában a gondolák általában kétoldalas bolti polcsorok.